# Dziewięćsił

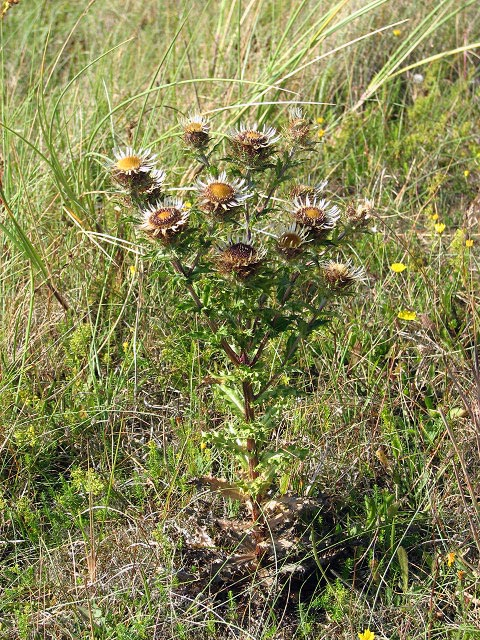
Dziewięćsił pospolity

Dziewięćsił (Carlina L.) – rodzaj roślin z rodziny astrowatych. Obejmuje 30 gatunków. Rośliny te występują w Europie, północnej Afryce i zachodniej Azji. W Polsce w zależności od ujęcia systematycznego rosną 4 lub 5 gatunków.
Naukowa nazwa rodzajowa upamiętnia Karola V Habsburga (1500–1558).

## Rozmieszczenie geograficzne
Zasięg rodzaju obejmuje niemal całą Europę (brak przedstawicieli na Islandii), położone nad Morzem Śródziemnym kraje północnej Afryki oraz Azję Zachodnią po Iran, zachodnie krańce Chin i Syberię. Największe zróżnicowanie gatunkowe rodzaju znajduje się w obszarze śródziemnomorskim i w Europie Środkowej, w rejonie Kaukazu i dalej na wschód rośnie tylko jeden gatunek – dziewięćsił długolistny C. biebersteinii. Na Wyspach Kanaryjskich rosną cztery gatunki. Dziewięćsił pospolity C. vulgaris rośnie jako gatunek introdukowany w Ameryce Północnej.
W Polsce rośnie (wszystkie jako rośliny rodzime), w zależności od ujęcia systematycznego, pięć gatunków lub cztery (w tym ujęciu jeden w dwóch podgatunkach).
Gatunki flory Polski
Pierwsza nazwa naukowa według listy krajowej, druga – obowiązująca według bazy taksonomicznej Plants of the World online (jeśli jest inna)
- dziewięćsił bezłodygowy Carlina acaulis L.
- dziewięćsił długolistny Carlina longifolia Rchb. ≡ Carlina biebersteinii subsp. biebersteinii
- dziewięćsił popłocholistny Carlina onopordifolia Rchb. ≡ Carlina acanthifolia subsp. utzka (Hacq.) Meusel & Kästner
- dziewięćsił pospolity Carlina vulgaris L.
- dziewięćsił pośredni Carlina intermedia Schur ≡ Carlina biebersteinii subsp. brevibracteata (Andrae) K.Werner

## Morfologia
PokrójRośliny roczne i byliny, w tym z pędami drewniejącymi u nasady (półkrzewami), osiągające do 80 cm wysokości, z pędami wzniesionymi lub płożącymi, pojedynczymi lub rozgałęziającymi się na całej długości lub tylko w górze pędu, czasem silnie skróconymi. Z korzeniem palowym.
LiścieSkupione w rozetę przyziemną lub wyrastające wzdłuż łodygi, siedzące lub ogonkowe, zwykle kolczaste, ząbkowane lub wcinane w różnym stopniu pierzasto.
KwiatyZebrane w koszyczki tworzące się pojedynczo na szczytach pędów lub po kilka w baldachogronach, często okazałe. Okrywa koszyczków talerzykowata do szeroko dzwonkowatej, okryta licznymi, ułożonymi w wielu szeregach listkami. Zewnętrzne listki okrywy są podobne do liści, środkowe są silnie kolczaste, z kolcami skierowanymi w różnych kierunkach, wewnętrzne są równowąsko lancetowate, pozbawione kolców, białawe, żółte lub purpurowe. Dno kwiatostanu pokryte licznymi plewinkami, u nasady rurkowatymi, w górze silnie podzielonymi na wiele łatek. Wszystkie kwiaty jednakowe, obupłciowe, o koronie rurkowatej, na szczycie z 5, białawymi, żółtymi, różowymi lub fioletowymi łatkami. Pręciki z pylnikami na dole z ostrym końcem i kępką włosków. Szyjka słupka zwieńczona słabo rozwidlonym, zgrubiałym i owłosionym znamieniem.
OwoceNiełupki walcowate, przylegająco owłosione, z jednoszeregowym puchem kielichowym złożonym z pierzastych włosków, u nasady zrośniętych w 3–10 grup.

## Systematyka
Pozycja systematyczna
Rodzaj z rodziny astrowatych Asteraceae, w jej obrębie klasyfikowany do podrodziny Carduoideae, plemienia Cardueae i podplemienia Carlininae.
Wykaz gatunków
- Carlina acanthifolia All. – dziewięćsił akantolistny[12]
- Carlina acaulis L. – dziewięćsił bezłodygowy
- Carlina atlantica Pomel
- Carlina × bakariensis E.Mayer
- Carlina barnebiana B.L.Burtt & P.H.Davis
- Carlina biebersteinii Bernh. ex Hornem. – dziewięćsił długolistny
- Carlina brachylepis (Batt.) Meusel & A.Kástner
- Carlina canariensis Pit.
- Carlina corymbosa L. – dziewięćsił baldachogroniasty[13]
- Carlina curetum Heldr.
- Carlina diae (Rech.f.) Meusel & A.Kástner
- Carlina falcata Svent.
- Carlina frigida Boiss. & Heldr.
- Carlina graeca Heldr. & Sart.
- Carlina guittonneaui Dobignard
- Carlina hispanica Lam.
- Carlina involucrata Poir.
- Carlina kurdica Meusel & A.Kástner
- Carlina lanata L.
- Carlina libanotica Boiss.
- Carlina nebrodensis Guss. ex DC.
- Carlina oligocephala Boiss. & Kotschy
- Carlina pygmaea Holmboe
- Carlina racemosa L.
- Carlina salicifolia (L.f.) Cav.
- Carlina sicula Ten.
- Carlina sitiensis Rech.f.
- Carlina texedae Marrero Rodr.
- Carlina tragacanthifolia Klatt
- Carlina × vayredae Gaut.
- Carlina vulgaris L. – dziewięćsił pospolity
- Carlina xeranthemoides L.f.